# Eugenio Martínez Celdrán
Eugenio Martínez Celdrán (Caravaca de la Cruz, 1947) es un fonetista español del siglo XX.

## Biografía
Doctor de Lingüística por la Universidad de Barcelona, empezó sus investigaciones en el campo de la morfología del castellano, para luego especializarse en fonética y fonología de la misma lengua. Es catedrático de lingüística en la Universidad de Barcelona. Desde 1978 es director del Laboratorio de Fonética de la Universidad de Barcelona y desde 1984 director de la revista Estudios de Fonética Experimental.
Ha publicado numerosos artículos de fonética en revistas especializadas y algunos libros sobre el mismo tema.

## Obras
- Fonética (Teide, 1984)
- Fonología General y Española (Teide, 1989)
- Fonética experimental (Síntesis, 1991)
- El sonido en la comunicación humana (Octaedro, 1996)
- Análisis espectrográfico de los sonidos del habla (Ariel, 1998)
- Manual de Fonética Española junto con Ana Ma. Fernández Planas (Ariel, 2007)